# Нарышкин, Александр Львович (1694)
Александр Львович Нарышкин (26 апреля (6 мая) 1694 года — 25 января (5 февраля) 1746 года) — русский государственный деятель, директор Морской академии, президент Штатс-Конторы, президент Коммерц-коллегии, сенатор, действительный тайный советник, кавалер ордена Андрея Первозванного, двоюродный брат Петра Великого.

## Биография
Представитель рода Нарышкиных. Родился 26 апреля (6 мая) 1694 года в семье боярина Льва Кирилловича Нарышкина.
3 октября 1708 года по приказу Пётра I вместе со своим братом Иваном Львовичем вышел из Архангельска на английском корабле «Тильбюри» для обучения мореплаванию за границу.

Перед их поездкой английский посланник в Москве Уитворт писал британскому статс-секретарю Бойлю:
Между молодыми людьми, которые направляются в Голландию и Великобританию находятся два сына дяди государева, Нарышкина, прежде первого министра, умершего незадолго до моего приезда в Россию. Меня настоятельно просили поручить их вашей особенной благосклонности и вашему покровительству. Они очень молоды: старшему не более 14 лет, младшему не более 8 лет; но оба говорят по латыни и отличаются умением держаться скромно, прекрасно не по летам и не по обычаю своей родины. Они предполагают жить в Англии довольно долго для обучения, и всякое внимание, которое вы окажете им при случае, будет – я уверен – оценено их родственниками с признательностью и окажется полезным интересам Англии и в настоящем, и в будущем
Королева и высшее английское общество приняли их в Англии приветливо как родственников русского царя, а в марте 1709 года, когда из-за оскорбления, нанесённого русскому посланнику в Англии Матвееву, Пётр I приказал Нарышкиным ехать в Голландию, королева дала им прощальную аудиенцию и крайне благосклонно отнеслась к ним.
Из Голландии Нарышкин плавал на судах в Испанию и Средиземное море до Сицилии. Затем в Саардаме обучался оснастке кораблей, служа одновременно в голландском флоте в чине поручика.
С 1715 года по 1721 год жил в Италии и Франции, проведя полтора года в Бресте. В 1719 году Пётр I собирался послать А. Л. Нарышкина в Испанию для переговоров с кардиналом Альберони о заключении союза против шведов, но начавшиеся мирные переговоры со шведами сделали эту миссию излишней. В приготовленной для Нарышкина грамоте он назывался Петром I графом.
В феврале 1721 года вернулся в Россию, в марте того же года произведён в поручики и определён в Адмиралтейскую контору по экипажным делам. Находился в прямом подчинении Петра I, который ему всячески благоволил и называл Львовичем. В октябре того же года произведён в капитаны 3 ранга.
В январе 1722 года назначен директором Морской академии. В мае 1725 года назначен президентом Штатс-конторы, а 24 ноября того же года произведён в шаутбенахты. В январе 1726 года «зачислен состоять во флоте при красном флаге». В июле того же года, при присоединении Штатс-конторы к Камер-коллегии, назначен президентом последней.
При переходе власти от Екатерины I к Петру II принял участие в заговоре Девиера (женатого на сестре А. Д. Меншикова Анне), направленном на отстранение Меншикова от власти и на расстройство женитьбы Петра II на дочери Меншикова. В результате после воцарения Петра II 27 мая 1727 года был сослан в ссылку в одну из своих деревень, с указанием жить там безвыездно. Однако после опалы Меншикова уже 27 сентября того же года ему было позволено вернуться в столицу.
Не найдя общего языка с Петром II и князьями Долгорукими, в ноябре 1728 года был повторно сослан в ссылку — в Чашниково, а в январе 1729 года — в дальнюю шацкую деревню Тамбовской губернии.
После воцарения Анны Иоанновны в сентябре 1731 года был возвращён из ссылки и назначен президентом Коммерц-коллегии.
В июле 1732 года был назначен присутствовать при слушании докладов Вотчинной коллегии. В том же году произведён в тайные советники.
В апреле 1733 года освобождён от должности президента Коммерц-коллегии и включён в состав сенаторов.
В 1734 году награждён орденом Александра Невского.
В 1736 году назначен президентом Дворцовой строительной канцелярии и директором Императорских строений и садов.
В 1737 году был членом суда над князем Д. М. Голицыным.
В июле 1740 года ему в потомственное владение пожалована Ретельская мыза в Копорском уезде. В ноябре того же года Анной Леопольдовной произведён в действительные тайные советники.
После восшествия на престол Елизаветы Петровны состоял в следственной комиссии над Остерманом, Минихом и Головкиным.
В 1742 году награждён орденом Андрея Первозванного. До конца жизни присутствовал в Сенате, не играя там, однако, значительной роли. Умер 25 января (5 февраля) 1746 года.

## Семья

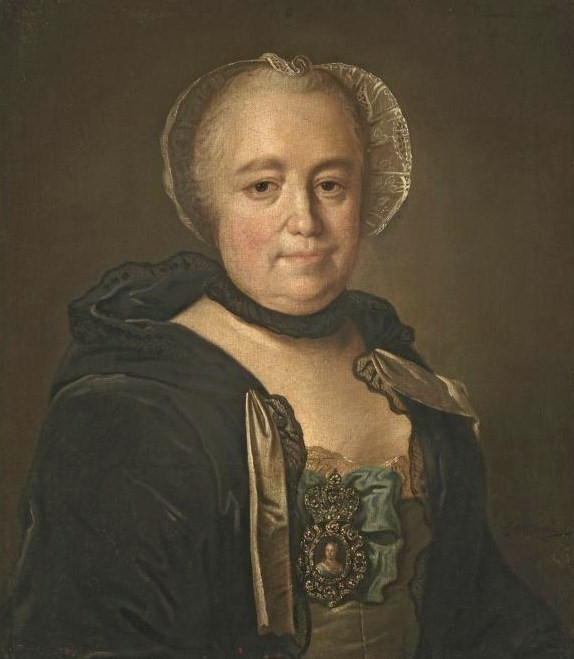
Елена Нарышкина, жена

Был женат на графине Елене Александровне Апраксиной (1708—1767), дочери Александра Петровича Апраксина (1690-1725) и Марии Михайловны Куракиной (ум.1761), внучке князя Михаила Ивановича Куракина и графа Петра Матвеевича Апраксина; статс-даме (с 1749 года), возведенной в 1759 году в гофмейстерины Высочайшего Двора, на место супруги графа А. П. Бестужева-Рюмина, последовавшей за мужем в ссылку. Нарышкина умерла неожиданно в Москве. Корреспондент князя А. Б. Куракина в апреле 1767 года писал, что «статс-дама Нарышкина легла спать совсем здоровая, а на утро нашли её в постели мертвой, вероятно, вследствие апоплексического удара». Похоронена вместе с супругом в церкви Высоко-Петровского монастыря в Москве. В браке имела 2 сыновей и 3 дочерей:
- Александр Александрович (1726—1795) — обер-гофмаршал, сенатор; был женат на Анне Никитичне Румянцевой (1730—1820), статс-даме.
- Наталья Александровна (1729—1760), была замужем за генерал-поручиком С. Н. Сенявиным (?—1782), его вторая жена.
- Лев Александрович (1733—1799) — камергер, обер-шталмейстер.
- Мария Александровна (1735—15.05.1780[3]), была замужем за М. М. Измайловым (1719—1800).
- Аграфена (Агриппина) Александровна, с 1760 года была замужем за Н. И. Неплюевым (1731—1784).